# Adolf Boecklin von Boecklinsau
Adolf August Ludwig Karl Ruprecht Freiherr Boecklin von Boecklinsau (* 2. Januar 1838 in Ettenheim; † 10. Januar 1921 in Karlsruhe) war ein preußischer Generalleutnant.

## Leben

### Herkunft
Er war der Sohn des badischen Kammerherren und Revierförsters Emil Karl Ernst Eduard Boecklin von Boecklinsau (1807–1872) und dessen Ehefrau Marie Josefine Auguste, geborene Freiin Neveu zu Windschläg (1814–1873).

### Militärkarriere
Boecklin besuchte das Gymnasium in Offenburg und anschließend die Kadettenanstalt in Karlsruhe. Am 30. September 1857 wurde er als Portepeefähnrich im 2. Infanterie-Regiment der Badischen Armee angestellt. Hier avancierte Boecklin am 28. Juli 1858 zum Leutnant und wurde am 16. Februar 1861 in das 5. Infanterie-Regiment versetzt. Von Ende August 1861 bis Dezember 1863 absolvierte er die Höhere Offiziersschule in Karlsruhe und fungierte anschließend als Adjutant des I. Bataillons. In dieser Eigenschaft wurde Boecklin am 9. November 1865 zum Oberleutnant befördert und nahm im Jahr darauf während des Krieges gegen Preußen an den Gefechten bei Hundheim, Werbach und Gerchsheim teil. Nach dem Krieg folgte am 29. Dezember 1868 mit der Versetzung in das Leib-Grenadier-Regiment seine Beförderung zum Hauptmann und die Ernennung zum Kompaniechef.
Als solcher kämpfte Boecklin während des Krieges gegen Frankreich 1870/71 bei den Belagerungen von Straßburg und Belfort sowie den Gefechten bei Seltz, Bruyères, Dijon, Nuits und Vougeot. Seine Leistungen wurden dabei durch die Verleihung des Eisernen Kreuzes II. Klasse und des Ritterkreuzes I. Klasse des Ordens vom Zähringer Löwen mit Schwertern gewürdigt. Nach der Reichsgründung und dem Frieden von Frankfurt folgte am 15. Juli 1871 die Übernahme mit seinem Regiment in den Verbund der Preußischen Armee. Mitte Dezember 1878 rückte Boecklin in den Regimentsstab auf, wurde dort am 23. Januar 1879 Major und kam am 11. Dezember 1880 als etatsmäßiger Stabsoffizier nach Detmold in das 6. Westfälische Infanterie-Regiment Nr. 55. Dort fungierte er vom 16. November 1882 bis zum 5. Juli 1886 als Kommandeur des Füsilier-Bataillons. Mit der Beförderung zum Oberstleutnant folgte anschließend seine Verwendung als etatsmäßiger Stabsoffizier beim 3. Hannoverschen Infanterie-Regiment Nr. 79 in Hildesheim. Unter Stellung à la suite des 2. Thüringischen Infanterie-Regiments Nr. 32 beauftragte man Boecklin am 6. November 1888 mit der Führung des Verbandes und ernannte ihn kurz darauf am 13. Dezember 1888 bei gleichzeitiger Beförderung zum Oberst zum Regimentskommandeur. Daran schloss sich am 24. Oktober 1891 als Generalmajor die Ernennung zum Kommandeur der 20. Infanterie-Brigade in Posen an. Für seine Leistungen in der Truppenführung erhielt Boecklin anlässlich des Ordensfestes am 21. Januar 1894 den Roten Adlerorden II. Klasse mit Eichenlaub. Drei Monate später wurde er unter Verleihung des Charakters als Generalleutnant mit der gesetzlichen Pension zur Disposition gestellt.
In nachmaliger Anerkennung seiner langjährigen Verdienste wurde Boecklin am 8. Juni 1903 das Kommandeurkreuz I. Klasse des Ordens Berthold des Ersten, am 22. September 1906 das Großkreuz des Ordens vom Zähringer Löwen sowie am 5. November 1907 das Großkreuz des Friedrichs-Ordens verliehen.
Er war Mitbesitzer von Nonnenweiler und Ehrenritter des Johanniterordens.

### Familie
Boecklin hatte sich am 23. Januar 1873 in Karlsruhe mit Emilie Amalie Rau (1851–1932) verheiratet. Aus der Ehe gingen die beiden Töchter Auguste (* 1873) und Amalie (* 1879) sowie der Sohn Ludwig (* 1875) hervor.